# Stazione di Salisburgo Centrale
La stazione di Salisburgo Centrale (in tedesco Salzburg Hbf) è la principale stazione ferroviaria di Salisburgo ed il più importante snodo ferroviario dell'Austria occidentale.

## Storia
Nel 1860 la stazione di Salisburgo fu connessa alle ferrovie Bayerische Maximiliansbahn da Monaco via Rosenheim e a Vienna mediante la Kaiserin Elisabeth-Bahn.
Dopo il 1900 la stazione fu in parte ricostruita e furono aggiunti alcuni settori e fabbricati ampliandone il fascio binari e separando il traffico interno da quello proveniente dalla Germania.
Nel 1909 si aggiunsero ulteriori collegamenti della stazione con Villach e la ferrovia dei Tauri e con Trieste facendo della stazione un importante nodo ferroviario.
I collegamenti locali erano assicurati anche dal terminale della Salzburger Lokalbahn, dal 1886, e della Salzkammergut-Lokalbahn dal 1893 (quest'ultima chiusa nel 1957).
Tra 1944 e 1945 la stazione fu oggetto di pesanti bombardamenti dell'aeronautica statunitense.
Dal 1996 la Salzburger Lokalbahn ha trasferito il suo terminale dalla stazione ad una stazione sotterranea alla Südtiroler Platz.

## Servizi ferroviari
La stazione è un punto nevralgico del trasporto nazionale e offre collegamenti internazionali operati per mezzo di treni intercity, ICE, in collaborazione con Deutsche Bahn, con la Germania.
Sono operanti anche collegamenti con l'Italia.

### Esplicative
1. ↑  Abbreviazione di Salzburg Hauptbahnhof, letteralmente "Salisburgo stazione principale".

### Bibliografiche
1. ↑  www.salzburg.info Archiviato il 27 marzo 2012 in Internet Archive.
2. ↑  www.salzburg.info Archiviato il 31 gennaio 2012 in Internet Archive.